# Cellaria incula
Cellaria incula är en mossdjursart som beskrevs av Hayward och Ryland 1993. Cellaria incula ingår i släktet Cellaria och familjen Cellariidae. Inga underarter finns listade i Catalogue of Life.